# Галимова, Валентина Гамировна
Валентина Гамировна Галимова (род. 11 мая 1986) — российская легкоатлетка, специалистка по бегу на длинные дистанции и марафону. Выступала на профессиональном уровне в 2010-х годах, многократная призёрка первенств всероссийского значения, участница ряда крупных международных стартов, победительница Гонолульского марафона. Представляла Москву и Пермский край. Мастер спорта России международного класса.

## Биография
Валентина Галимова родилась 11 мая 1986 года.
Занималась лёгкой атлетикой в Пермском крае под руководством тренеров В. Ю. Малкова, Е. И. Поповой, С. А. Попова.
Начинала спортивную карьеру в стипльчезе, в беге на 3000 метров с препятствиями становилась бронзовой призёркой молодёжного чемпионата России в Саранске (2006) и побеждала на чемпионате Санкт-Петербурга (2007).
В 2009 году на чемпионате России в Чебоксарах стала седьмой и десятой в дисциплинах 5000 и 10 000 метров соответственно.
В 2010 году выиграла серебряную медаль на чемпионате России по бегу на 10 000 метров, проходившем в рамках Мемориала братьев Знаменских в Жуковском. На чемпионате России в Саранске показала седьмой результат в беге на 5000 метров.
В 2011 году выиграла серебряную медаль на чемпионате России по марафону в Москве. С этом сезоне впервые выступила на Гонолульском марафоне, став третьей.
В 2012 году финишировала четвёртой на чемпионате России по бегу на 10 000 метров в Москве (впоследствии в связи с допинговой дисквалификацией Инги Абитовой переместилась в итоговом протоколе на третью строку). С результатом 2:31:23 одержала победу на Гонолульском марафоне.
Будучи студенткой, в 2013 году представляла страну на домашней Универсиаде в Казани — в программе полумарафона с результатом 1:15:44 заняла 11-е место, россиянки при этом стали вторыми в командном зачёте. Выполнила норматив для участия в марафоне на чемпионате мира в Москве, но в итоге здесь не стартовала. Вместо этого вновь приняла участие в Гонолульском марафоне, где на сей раз стала третьей.
В 2014 году получила серебро на чемпионате России по бегу на 10 000 метров, проводившемся в рамках Кубка России в Ерино. Бежала 10 000 метров на чемпионате Европы в Цюрихе — с результатом 33:36.45 закрыла двадцатку сильнейших. Завершила сезон четвёртым местом на Гонолульском марафоне.
В 2015 году взяла бронзу на чемпионате России по бегу на 10 000 метров, прошедшем в рамках Мемориала братьев Знаменских в Жуковском.
На чемпионате России 2016 года в Чебоксарах заняла шестое место в беге на 10 000 метров.
За выдающиеся спортивные достижения удостоена почётного звания «Мастер спорта России международного класса».
В 2020 году была уличена в нарушении антидопинговых правил, Всероссийская федерация легкой атлетики в соответствии с решением Дисциплинарного антидопингового комитета РУСАДА дисквалифицировала её сроком на 4 года — с 14 августа 2019 года по 13 августа 2023 года, при этом её результат на чемпионате России 2019 года в Чебоксарах был аннулирован.